# Чемпіонат Чорногорії з футболу 2010—2011
Чемпіонат Чорногорії з футболу 2010/2011 років (або Перша ліга) — 5-й сезон найвищого рівня футбольних дивізіонів Чорногорії. Стартував 14 серпня 2010 та тривав до 28 травня 2011 року. Чемпіоном країни став клуб «Могрен» з міста Будва, який вдруге отримав титул.

## Учасники та стадіони
| Команда   | Розташування     | Стадіон                       | Місткість |
| --------- | ---------------- | ----------------------------- | --------- |
| Бар       | Бар              | «Тополиця»                    | 5 000     |
| Будучност | Подгориця        | «Под Ґоріцом»                 | 12 000    |
| Ґрбаль    | Радановічі       | «Грбаль» («Под Сутваром»)     | 1 500     |
| Дечич     | Тузі             | «Тушко Полє»                  | 1 200     |
| Зета      | Голубовці        | «Трешниця»                    | 7 000     |
| Ловчен    | Цетинє           | «Обліча Поляна»               | 5 000     |
| Младост   | Подгориця        | «Цвієтні Брієг»               | 1 500     |
| Могрен    | Будва            | «Лугови»                      | 4 000     |
| Морнар    | Бар              | «Тополиця»                    | 5 000     |
| Петровац  | Петровац на Мору | «Под Малим Брдом»             | 530       |
| Рудар     | Плєвля           | «Градскі» («Под Ґолубінійом») | 10 000    |
| Сутьєска  | Никшич           | «Градскі» («Край Бистріце»)   | 10 800    |

## Підсумкова турнірна таблиця
| М  | Команда   | І  | В  | Н  | П  | РМ    | О  |
| -- | --------- | -- | -- | -- | -- | ----- | -- |
| 1  | Могрен    | 33 | 22 | 7  | 4  | 60−24 | 73 |
| 2  | Будучност | 33 | 22 | 7  | 4  | 58−29 | 73 |
| 3  | Рудар     | 33 | 16 | 7  | 10 | 44−29 | 55 |
| 4  | Зета      | 33 | 12 | 13 | 8  | 36−29 | 49 |
| 5  | Младост   | 33 | 10 | 11 | 12 | 36−35 | 41 |
| 6  | Дечич     | 33 | 10 | 9  | 14 | 24−33 | 39 |
| 7  | Ґрбаль    | 33 | 10 | 8  | 15 | 30−35 | 38 |
| 8  | Ловчен    | 33 | 9  | 10 | 14 | 29−36 | 37 |
| 9  | Петровац  | 33 | 8  | 11 | 14 | 26−38 | 35 |
| 10 | Морнар    | 33 | 9  | 7  | 17 | 25−45 | 34 |
| 11 | Сутьєска  | 33 | 9  | 7  | 17 | 32−54 | 34 |
| 12 | Бар       | 33 | 7  | 11 | 15 | 30−43 | 32 |

Позначення:
|  | — чемпіон, участь у Лізі чемпіонів |
|  | — участь у Лізі Європи             |
|  | — участь у стикових матчах         |
|  | — виліт у нижчу лігу               |

Оскільки «Рудар» виграв Кубок Чорногорії 2010–2011 і таким чином здобув місце в Лізі Європи, у Лігу Європи також потрапив клуб «Зета», що посів четверте місце.

### Стикові матчі
| Команда 1 | Заг.    | Команда 2 | 1-й матч | 2-й матч |
| --------- | ------- | --------- | -------- | -------- |
| Єдинство  | 0:1     | Сутьєска  | 0:0      | 0:1      |
| Морнар    | 1:1 (ч) | Беране    | 1:1      | 0:0      |